# Otto Freytag (Maler)

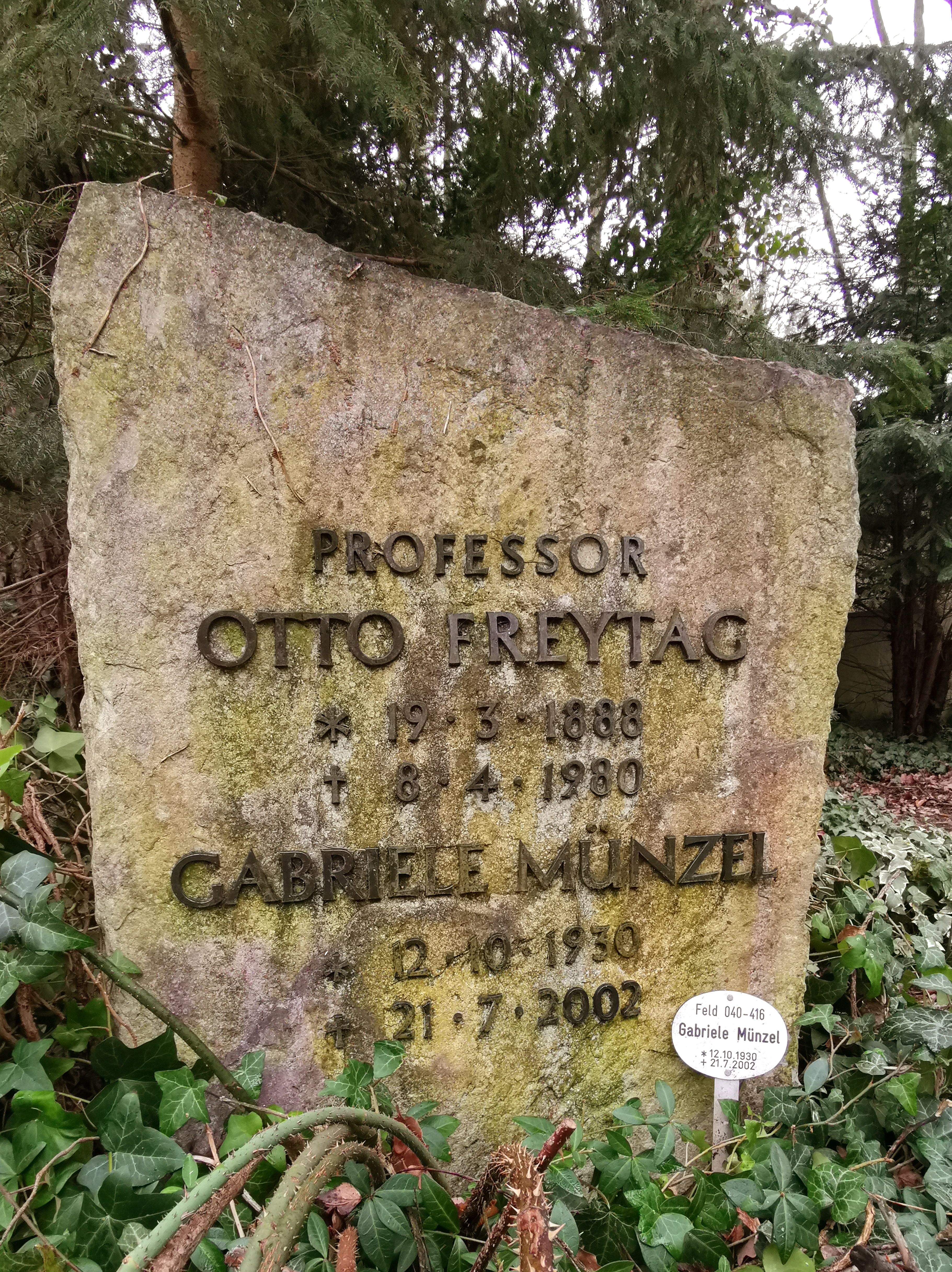
Grabstelle auf dem Waldfriedhof Zehlendorf in Berlin (Feld 40-416)

Otto Freytag (* 19. März 1888 in Duisburg; † 13. April 1980 in Berlin) war ein deutscher Maler und Professor an der Kunsthochschule in der Grunewaldstraße in Berlin.

## Leben
Otto Freytag kam aus einem einfachen Elternhaus, in dem er mit einer jüngeren Schwester und einem älteren Bruder aufwuchs. Der Vater war Eisenbahnbeamter. Freytag besuchte ein humanistisches Gymnasium, musste aber aufgrund der finanziellen Situation des Vaters nach bestandenem Einjährigen die Schule verlassen. 1904 trat Freytag, der schon früh Interesse für Zeichnen und Malen gezeigt hatte, als Zeichner in ein Ingenieurbüro und kurz darauf in ein Architektenbüro ein. Nach eineinhalb Jahren verließ er die Stelle, weil sie ihn auf Dauer nicht befriedigte. Er besuchte daraufhin die Kunstgewerbeschule in Düsseldorf und studierte dort von 1906 an bei Peter Behrens Architektur; wechselte dann aber zur Malerei über. Aufgrund seiner Begabungen bekam er Stipendien und wurde von Adelheid Koenigs und dem Bankier Henneberg unterstützt. Auch der bekannte Kunstsammler Franz Koenigs interessierte sich für Freytag und lud ihn öfter für längere Zeit in sein Haus in Haarlem ein. Der Verleger Langewiesche vermittelte ihm kleinere Aufträge für Buchillustrationen (z. B. „Das goldene Land“ von Johann Guthmann 1907).
Im Herbst 1908 hielt er sich in München und anschließend 1909 in Paris auf. Der niederländische Maler und Schriftsteller Jan Verkade vermittelte ihm die Möglichkeit als Schüler von Paul Sérusier in dessen Münchner Atelier zu arbeiten. Hier wurde er mit den Gestaltungsprinzipien der Nabis bekannt: Flächigkeit, Kontur, feste Bildform und Farbigkeit. Sérusier nahm Freytag 1909 mit nach Paris und führte ihn dort in den deutschen Künstlerkreis des Café du Dôme ein. Anfang 1910 kehrte er nach Deutschland zurück und entschloss sich nach Berlin überzusiedeln. Dort trat er in das Atelier von Lovis Corinth ein. 1913 wohnte er in der Villa Kewitsch in Berlin-Kladow, in der auch Anton Kerschbaumer sein Atelier hatte.
1914 trat er als freiwilliger Krankenpfleger in den Ersten Weltkrieg ein. 1918 kam er wieder nach Berlin, arbeitete im „Studienateliers für Malerei und Plastik“ von Arthur Lewin-Funcke, trat dann in das Meisteratelier von Ulrich Hübner ein, und heiratete die Innenarchitektin Marie-Luise Martienssen. Im Januar 1921 wurde der Sohn Kaspar geboren. Ab 1927 nahm er regelmäßig an der juryfreien Kunstschau in Berlin teil. In Auseinandersetzung mit expressionistischen und kubistischen Tendenzen entwickelte Freytag in den 1920er Jahren rasch einen eigenen Stil. Im Sommer 1920 arbeitete er in Deep und 1921–1923 in dem pommerschen Küstendorf Freest. Dort wohnte er im Sommerhaus des Archäologen Erich Pernice, dessen Bildnis sich im Besitz der Kunsthalle Bremen befindet. Er war mit dem Grafen Leopold von Kalckreuth befreundet und konnte aufgrund einer Stiftung nach dem Tode Kalckreuths in dessen Atelier ab 1929 über längere Zeit arbeiten. In den Jahren 1924 bis 1927 arbeitete er häufig in Bremen, wo die mit ihm befreundete Malerin Agnes Sander-Plump lebte.
Er stellte in den 1920er und frühen 1930er Jahren regelmäßig bei den Veranstaltungen der preußischen Akademie der Künste und der Berliner Secession aus. Im Januar 1932 wurde er in der Ausstellung „Nyere tysk kunst“ in Oslo ausgestellt.

### Zeit des Nationalsozialismus
1934 verlieh ihm das Kuratorium des Deutschen Künstlerbundes auf Vorschlag des neugewählten Vorsitzenden Alexander Kanoldt den Villa-Romana-Preis für Malerei. Nun hatte er die Möglichkeit, ein Jahr in Florenz zu arbeiten. Nach seiner Rückkehr nach Deutschland galt sein Werk bei den Nationalsozialisten als „entartet“. Ein Bild von ihm im Besitz der Nationalgalerie wurde vernichtet. Der „Säuberung“ des Kunstbesitzes der Stadt fielen weitere seiner Arbeiten zum Opfer. Er erhielt Ausstellungsverbot. Freytag erhielt einen Auftrag für ein größeres Wandbild in einer Kaserne „Der große Kurfürst vor der Schlacht bei Fehrbellin“ (im Krieg zerstört).
Im WS 1937/38 bekam er aufgrund der Fürsprache des Direktors Kanoldts an der Hochschule in der Grunewaldstraße eine Stelle als außerplanmäßige Lehrkraft. Er wurde als Lehrer für den Abendakt eingesetzt. Im Herbst 1938 wurde ihm eine Malklasse zugewiesen.
Freytag, der sich als sogenannter entarteter Künstler lange Jahre vergeblich um die Berufung zum Professor bemüht hatte, wurde erst 1943 aufgrund von Lehrermangel zum Professor ernannt.
In den letzten Kriegstagen fiel sein einziger Sohn. Die Villa seines Freundes A. W. Kames in Babelsberg wurde beschlagnahmt und etwa 20 Gemälde von Freytag im angrenzenden Wald verbrannt.

### Nachkriegszeit
Er fand in Berlin-Schlachtensee eine neue Unterkunft. Für eine Zeit lang wurde er von den Russen zur Arbeit am sowjetischen Ehrenmal in Treptow verpflichtet. Im öffentlichen Kunstleben hatte Freytag nach dem Krieg nicht wieder Fuß fassen können. 1948 wurden Bilder von ihm in der Kunsthalle Bremen, und 1950 in der Berliner Galerie Hans Braasch gezeigt. 1958 gab es in der Großen Berliner Kunstausstellung von ihm eine Sonderschau. Er verfolgte und entwickelte seine Form und Bildvorstellungen weiter. In einer neuen kraftvollen Schaffensphase, die sich über zweieinhalb Jahrzehnte erstreckte, entstanden Bilder von ausgeprägter Eigenart. Er setzte nun das lineare Element wesentlich stärker ein und steigerte die kontrastierende Farbigkeit zu leuchtenden Klängen. Von 1957 an fuhr er regelmäßig nach Amrum, wo viele Bilder entstanden.
Otto Freytag starb 1980 im Alter von 92 Jahren in Berlin. Sein Grab befindet sich auf dem Waldfriedhof Zehlendorf.

## Werk und Kritik
Nach dem Ende des Zweiten Weltkrieges veränderten viele Maler, die in der Nazizeit als entartet gegolten hatten ihren Malstil radikal. Viele gingen den Weg der Abstraktion. Freytag blieb seinem Stil treu und war auch nicht bereit, andere Motive auszuwählen.
Seine erste Berliner Ausstellung nach dem Krieg fand 1949 in der Galerie Hans Braasch statt. Der damals bedeutende Kunstkritiker Will Grohmann äußerte sich zu dieser Ausstellung nur in einem Postskriptum zur Ausstellung der Berliner Neuen Gruppe im Haus am Waldsee. Er schreibt:
„Wir kennen ihn (Freytag) als Träger des Villa Romana Preises von 1931 und als guten Maler zwischen den beiden Kriegen. Seine Art zu sehen und zu verfestigen hat sich kaum geändert, was Stärke und Schwäche zugleich bedeutet. Denn wie soll man verstehen, dass so viel Ereignis so wenig Wandlung hervorruft? Wir denken an das Haus am Waldsee und die erregende Atmosphäre der fünf Räume zurück und sind froh, dass die Unruhe geblieben ist und das Suchen nach neuen Wegen.“
Mit dem Terminus „Verfestigung“ meint Grohmann in erster Linie „Abstraktion“, bzw. künstlerische Verarbeitung, was aus einem Kommentar zu einem Gemälde von Alexander Camaro hervorgeht (Bildunterschrift in der Rezension).
Anlässlich einer Würdigung seines Werkes zum 80. Geburtstag schreibt ein Rezensent im Tagesspiegel: „In seiner Entwicklung zwischen die Kunst der Zeit vor 1914 und den Umbruch nach dem ersten Weltkriege gestellt, war er anfangs dem linken Flügel der Modernen zuzurechnen, später dem rechten.
Dieser Vorwurf, dass er in seiner Entwicklung stehen geblieben sei wird ebenfalls von einem Rezensenten der Ausstellung zum 100. Geburtstag erhoben:
Karl Kaesten wirft Freytag vor, keinem eindeutigen Kunststil angehört zu haben (Expressionist, Kubist, Naturalist), „aber von allem ein wenig, immer etwas zu spät und zu still, als dass er sich deutlicher hätte bemerkbar machen können. (Er) fand aber auch selbst zu keiner malerischen Auffassung, die über das Bekannte hinausgegangen wäre…. Ein Malerleben … immer verhaftet einer eher akademischen Malweise, vor allem aber gebrochen und unterbrochen von den großen politischen Entscheidungen dieses Jahrhunderts durch Kriege und Faschismus, ohne sie jedoch künstlerisch verarbeitet zu haben.“
Dem gegenüber stehen die Stimmen, die in dem scheinbaren Makel gerade die Stärke und die besondere Eigenart Freytags erkennen. Charakteristisch für Freytag sei seine strenge, festgefügte Bildarchitektur.
In diesem Sinne äußerte sich sein Schüler und Besitzer der größten Freytag Sammlung, Karl Kirchner folgendermaßen:
„Schon früh zeigten Freytags Bilder ein Element, dass sie deutlich abhebt von den Werken jener Maler, aus deren Zeit und geistigen Grundhaltung er kommt. Es ist dies eine strenge und unverrückbare Bildarchitektur, gleichgültig ob sie bei der Figur, der Landschaft oder dem Stillleben angewendet wird. … Wolle man versuchen, das Werk Freytags zu klassifizieren, so ließe sich deutlich feststellen, daß er, der Einzelgänger, den deutschen Expressionismus um eine wertvolle Variante bereichert hat. Er hat das gefühlmäßig-ekstatische Element weitgehend zurückgenommen und es durch eine strenge, festgefügte Bildarchitektur ersetzt, ohne die farbige Komponente dabei zu vernachlässigen.“
Ganz ähnlich lautet das Credo Günter Buschs, des Kunsthistorikers und Direktors der Bremer Kunsthalle zum Werk Freytags:
„Nicht das Dekorative oder gar Ornamentale jener Bestrebungen nahm er auf - allenfalls das Prinzip einer linearen Eingrenzung farbiger Flächen, wie es auch die deutschen Brücke Maler wahrscheinlich aus derselben Quelle geschöpft hatten. Vor allem aber erweiterte er sein Sensorium für eine in allen Teilen farbige Malerei einer Malerei zugleich der Nuance, der sorgfältigen Stufung, wie sie Cézanne geübt und gelehrt hatte. Alle späteren Anregungen im Berlin Lovis Corinths und Hübners oder in Eddelsen beim Grafen Kalckreuth, im Austausch mit den jüngeren Kollegen wie Kerschbaumer, Westermayr oder Bloch, aber auch später die Auseinandersetzung mit der italienischen Kunst der Vergangenheit, die ihm der Villa-Romana-Aufenthalt in Florenz bescherte, haben an den grundsätzlichen Eigenschaften seines Stils nicht rütteln können. Gewiß - sie bedeuten Erweiterung und Bereicherung des Blicks, die tragenden Elemente seiner Kunst aber hatten sich vor dem ersten Krieg mehr und mehr herausgebildet, so daß der aus dem Krieg Zurückkehrende alsbald, fest umrissen und unverwechselbar als Persönlichkeit, in vielstimmigen Konzerten der Berliner Kunstszene der so gerühmten zwanziger Jahre vor uns steht. Den bunten und widersprüchlichen Parolen des Tages setzt er, über alle Richtungen und Theorien hinweg, durch die künstlerische Tat sein Credo entgegen: das Organische, das Geordnete und Gegliederte, das Funktionelle einer Gestalt, eines Dinges, des ganzen Bildes als unveräußerliche Qualitäten einer Kunst, die das Exaltierte, das Psychologische und das Drastische meidet. Das waren damals unzeitgemäße Überzeugungen, sie sind es heute noch und wieder. Daß eine Figur steht oder schreitet eine Last trägt oder ruht, daß eine Frucht, eine Schale sich rundet, daß ein Tuch, ein Gewand sich bauscht, daß eine Landschaft sich breitet, ein Weg in die Tiefe stößt, ein Baum sich reckt oder sich breitet, ein Haus nur steht - diese Grundtatsachen der sichtbaren Welt besitzen und bewahren auch heute ihre Wahrheit. Und der Künstler, der sich bewußt darauf beschränkt, diese nüchterne scheinbar einfache Wahrheit in einer Welt des Unanschaulichen, des Unsichtbaren, des Surrealistischen, durch seine Kunst mit Form und Farbe zu zeigen, sollte auch heute wieder dem etwas zu sagen haben, der das Wesentliche sucht.“

## Ausstellungen
Leben und Werk. Ausstellung anlässlich des einhundertsten Geburtstages von Otto Freytag. Obere Galerie / Haus am Lützowplatz, Berlin 1988. Im Katalog S. 78 ausführliche Auflistung früherer Ausstellungen.
Otto Freytag – Ein Künstlerleben in Zeiten des Umbruchs. Ausstellung im Haus Opherdicke in Holzwickede bei Unna im August 2011. Ausführlicher Katalog.
Otto Freytag „Expressiver Realismus.“ Ausstellung in der Galerie Capriolla in Großostheim-Ringheim vom 8. Mai – 5. Juni 2016.